# Abaújalpár
Abaújalpár törpefalu az Észak-Magyarország régióban, Borsod-Abaúj-Zemplén vármegyében, a Gönci járásban.

## Fekvése
Az Északi-középhegységben, a Zempléni-hegység nyugati részén fekszik, Encstől 9 kilométerre délkeletre, Miskolctól, a megyeszékhelytől mintegy 50 kilométerre északkeletre. Területe 848 hektár, ebből 22 hektár belterület, 826 hektár pedig külterület, többnyire erdő.
A közvetlen szomszédos települések: észak felől Boldogkőújfalu, kelet felől Sima, dél felől Abaújkér-Aranyospuszta, nyugat felől pedig Abaújkér; határszéle délkeleten Abaújszántóhoz tartozó külterületekkel érintkezik, amely város egyébként tőle délnyugatra fekszik.

### Megközelítése
Legfontosabb közúti megközelítési útvonala a 3714-es út, amely a belterületének nyugati széle mellett halad el, ezen érhető el Abaújszántó és Gönc felől is. Főutcája a 37 108-as számú mellékút, határszélét délen érinti még a 3705-ös út is.
Az ország távolabbi részei felől a 3-as főútról encsi letéréssel, illetve a 37-es főútról Szerencs-Abaújszántó, illetve Szegilong-Erdőbénye útvonalon érhető el. A közúti tömegközlekedést a Volánbusz autóbuszai biztosítják.
Vasútvonal nem érinti, de a Szerencs–Hidasnémeti-vasútvonal Abaújszántó vasútállomása és Abaújkér megállóhelye is mindössze néhány kilométerre van a településtől.

## Története
"Alpár, magyar falu, Abauj vármegyében, Bodókő-Váraljához 1 3/4 órányira: 61 r. kath., 10 g. kath., 5 evang., 200 ref., 50 zsidó lak. Ref. szentegyház. Szőlő-hegy. Erdő. F. u. többen."
"ALPÁR. Középszerű magyar falu Abauj Vármegyében, birtokosai több Nemes Urak, lakosai reformátusok, fekszik Tzekeházához nem meszsze. Határja termékeny, ’s jó szőlő hegyei vagynak; de legelője szoross, ’s épűletre való fája sem lévén, második Osztálybéli."
A települést először 1330-ban említik Alpar néven. Ekkor még az Aba nemzetség birtoka, később 1370-től az Alpáryaké. Egykori földesura, Alpáry Sámuel az 1551–1565-os nemesi felkelés vezéreként lett ismert. Az Alpáry család kihalása után a Szemere és a Darvas családok birtokába került. A török hódoltság idején a falu elpusztult, az 1715-ös összeírás idején nem került fel a lakott helyek listájára. 1720-ban az ismételt felmérés szerint jobbágylakosság nélküli kúriális helység, egy nemes lakója Gadnai István. Az 1730-as évek körül református vallású magyarok telepedtek le a faluban. 1828-ban földesurai a Darvas és a Szánky családok voltak.
Mai nevét 1905-ben kapta a község, amikor több nemesi család kúriája is itt állt. Ezek a második világháború után enyészetnek indultak, mert főleg gazdasági épületekként használták őket.

## Címer leírása
Arannyal és vörössel hasított, az alapban hullámvonallal vágott katonai pajzs, melynek jobb oldali arany mezejében egy vörös szőlőfürt egy szőlőlevéllel, a bal oldali vörös mezőben pedig a helyi református templom stilizált alakja – felette a betlehemi csillaggal – lebeg.
A címer fő elemei a község 1857. évi pecsétnyomójának újragondolt szimbóluma, a szőlő és a helybeli 14. századi templom, amely nemcsak a múltban, hanem ma is fontos szimbólum Abaújalpár polgárainak szemében. A pajzs talpát vágó hullámvonal a meglévő gyógyhatású vizet jelképezi.

## Népesség
A település népességének változása:
| Lakosok száma | 72   | 69   | 66   | 46   | 66   | 64   | 67   |
|               | 2013 | 2014 | 2015 | 2021 | 2022 | 2023 | 2024 |

A 2011-es népszámlálás során a lakosok 100%-a magyarnak, 3,8% ukránnak mondta magát (a kettős identitások miatt a végösszeg nagyobb lehet 100%-nál). A vallási megoszlás a következő volt: római katolikus 24,1%, református 44,3%, görögkatolikus 6,3%, (25,3% nem nyilatkozott).
2022-ben a lakosság 93,9%-a vallotta magát magyarnak (6,1% nem nyilatkozott; a kettős identitások miatt a végösszeg nagyobb lehet 100%-nál). Vallásuk szerint 40,9% volt római katolikus, 36,4% református, 7,6% görög katolikus, 7,6% felekezeten kívüli (7,6% nem válaszolt).

## Közélete

### Polgármesterei
- 1990–1994: Rácz Jánosné (MDF)[8]
- 1994–1998: Rácz Jánosné (független)[9]
- 1998–2002: Zinger Zsolt (független)[10]
- 2002–2006: Zinger Zsolt (független)[11]
- 2006–2010: Zinger Zsolt (független)[12]
- 2010–2014: Zinger Zsolt (független)[13]
- 2014–2019: Zinger Zsolt (független)[14]
- 2019–2024: Zinger Zsolt (független)[15]
- 2024– : Zinger Zsolt (független)[1]

Az önkormányzat címe: 3882, Abaújalpár, Petőfi út 11.; telefonszáma: 47/330-165

## Egyházi közigazgatás

### Római katolikus egyház
Az Egri érsekség Abaúj-Zempléni Főesperességének Gönci Esperesi Kerületéhez tartozik. Nem önálló plébánia, hanem Boldogkőújfalu filiája.

### Református egyház
A Tiszáninneni Református Egyházkerület (püspökség) Abaúji Református Egyházmegyéjébe (esperességébe) tartozik. Önálló anyaegyházközség.

## Látnivalók
- Református templom, amely a 15. században épült, gótikus stílusban. A templom 1696-ban még katolikus használatban volt, de 1733-ra a reformátusoké lett. 1734-ben felújították. Ekkor készült a faragott, festett szószék és a szószékkorona, valamint festett famennyezete. A padok 1820-ban készültek. A templom 70 kg-os harangját Weird György öntötte 1640-ben, Eperjesen. Nyugati bejárata fölött háromméteres nyeregtorony magaslik.
- Kapy-kúria, népies klasszicista épület, amely a 19. század első felében épült.
- Aranyosi-völgy (kedvelt kirándulóhely).
- Domonkostó-tető panorámapont

## Ismert személyek
- Itt született 1898-ban Cziáky Endre magyar gazdálkodó, kisgazda politikus, nemzetgyűlési képviselő (1945–1946) (* 1898)